# 恩茨河畔赫芬
恩茨河畔赫芬是德国巴登-符腾堡州的一个市镇。总面积9.08平方公里，总人口1617人，其中男性823人，女性794人（2011年12月31日），人口密度178人/平方公里。